# Церква Святого Архангела Михаїла (Прага)
Церква Святого Архангела Михаїла (чеськ. Chrám svatého archanděla Michaela) — православний дерев'яний храм у Празі (Сміхов). Вона була побудована в XVII столітті в передгір'ї Карпат і перенесена до Праги 1929 року. Вона майже повністю згоріла у 2020 році.

## Історія
У XVII столітті для української греко-католицької громади у Великих Лучках біля Мукачева в передгір'ї Карпат (тоді у Верхній Угорщині) збудували церкву. У 1793 році її перенесли до сусідніх Медведівців. У 1929 році її перевезли до Праги. Там церкву відбудували на пагорбі Петршин у Сміхові як частину етнографічної колекції Празького національного музею. Після 1945 року будівля перестала використовуватися і занепала.

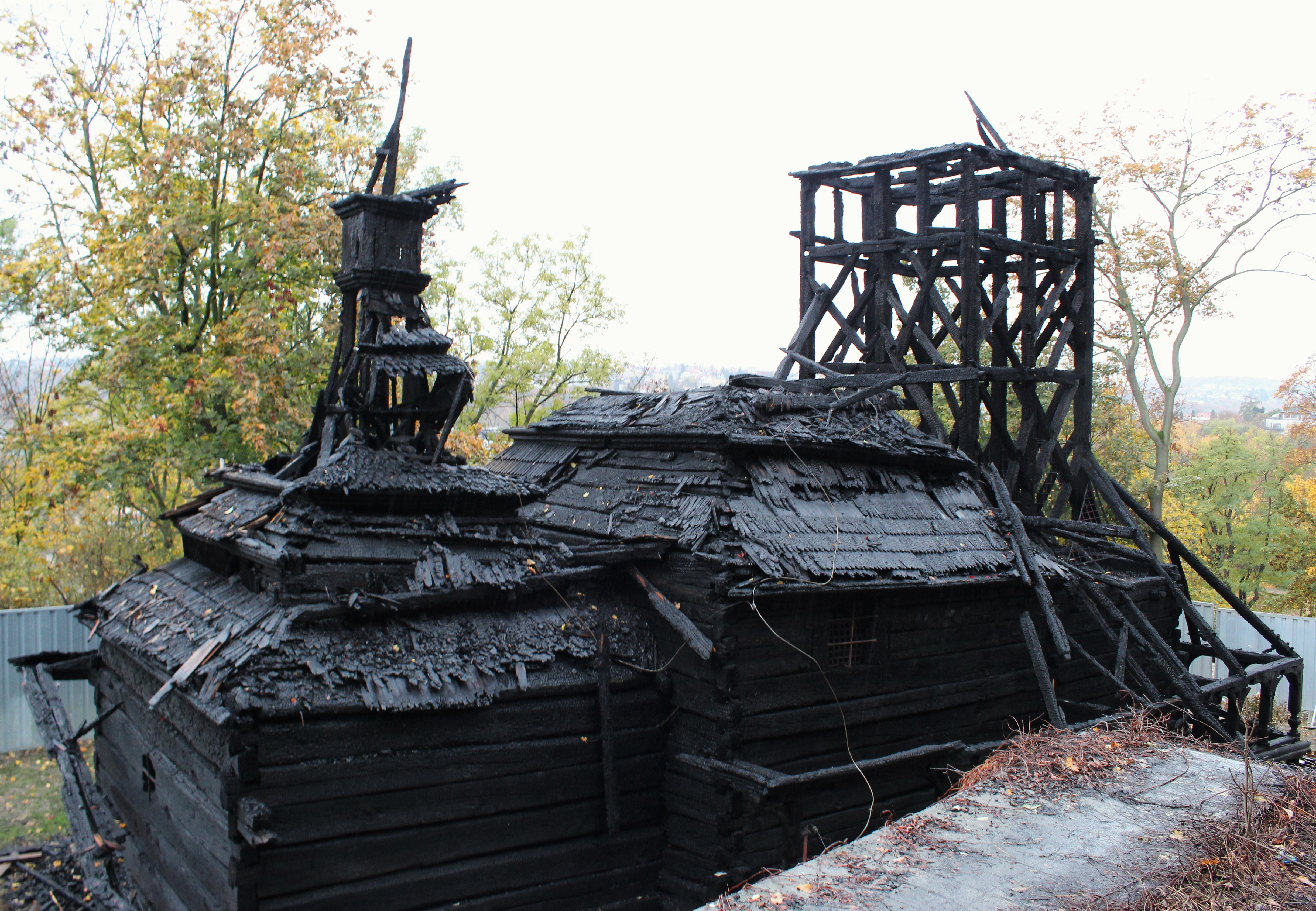
Церква після пожежі наприкінці 2020 року

У 1969 році церква була передана місту Прага. Відтоді місто утримує його і час від часу відкриває для відвідувачів. У 2008 році будівлю храму передали Православній церкві Чеських земель і Словаччини. Остання передала її у користування румунській православній громаді в Празі. Відтоді тут відбувалися регулярні церковні служби. У 2020 році вони були припинені через обмеження, пов'язані з пандемією.
У жовтні 2020 року церква майже повністю згоріла. Ймовірно, це сталося через необережність перехожих. Залишилися лише дерев'яні балкові стіни, частини веж і вівтар з предметами для богослужінь. Місто оголосило про намір відбудувати цю пам'ятку культури.

## Архітектура
Будівля є типовою дерев'яною церквою з українського карпатського регіону. Вона містить елементи бойківської архітектури з первісної будівлі XVII століття, а також лемківської архітектури з реконструкції 1793 року. Церква збудована переважно з дубових балок. Вона складається з трьох частин, над західним ґанком (бабинцем) височіє залишок могутньої дзвіниці, яка колись сягала понад 17 метрів заввишки. Поруч з нею стояли ще дві вежі, з яких збереглися частини східної. Всі три вежі були пофарбовані в білий, червоний і зелений кольори.
Всередині зберігся вівтар.